# Demagogo
Demagogo é um líder que ganha popularidade explorando emoções, preconceitos, e ignorância para despertar o povo comum contra algum inimigo, provocando as paixões da multidão e interrompendo as deliberações fundamentadas. Os demagogos derrubam normas estabelecidas de conduta política, prometem ou ameaçam fazê-lo.
O historiador Reinhard Luthin definiu o demagogo assim: "O que é um demagogo? Ele é um político hábil em oratória, lisonja e invectivo; evasivo em discutir questões vitais; prometendo tudo a todos; apelando para as paixões em vez da razão do público; e despertando preconceitos raciais, religiosos e de classe - um homem cujo desejo de poder sem recorrer a princípios o leva a procurar se tornar um mestre das massas.Ele praticou durante séculos sua profissão de "homem do povo". uma tradição política quase tão antiga quanto a própria civilização ocidental ".
Os demagogos apareceram nas democracias desde a antiga Atenas. Eles exploram uma fraqueza fundamental da democracia: como o poder supremo é detido pelo povo, é possível que o povo dê esse poder a alguém que apela ao menor denominador comum de um grande segmento da população. Os demagogos geralmente defendem ações imediatas e vigorosas para enfrentar uma crise enquanto acusam oponentes moderados e atenciosos de fraqueza ou deslealdade. Uma vez eleitos para o alto cargo executivo, os demagogos geralmente desvendam os limites constitucionais do poder executivo e tentam converter sua democracia em ditadura.
Na expressão grega primitiva, demagogo era apenas o chefe ou condutor do povo (dêmos), os que se destacavam na atividade política, mostrando-se hábeis em conquistar o apoio da maioria para suas ideias, sem qualquer sentido pejorativo, e, como tal, se qualificavam Sólon ou Demóstenes, intimamente ligados à defesa da democracia.
Contudo, a expressão sofreu uma evolução semântica, deixando de ser uma arte neutral, principalmente depois da morte de Péricles, em 429 a.C., quando surgiram novos líderes, não ligados às antigas famílias, os quais, a partir do século seguinte, começaram a ser fortemente criticados pelos adversários dos modelos democráticos. Por causa disso é que a expressão ganhou a atual conotação: aquele que procura dar voz aos medos e aos preconceitos do povo. Ou, para seguir as palavras de Bertrand de Jouvenel: a arte de conduzir habilmente as pessoas ao objectivo desejado, utilizando os seus conceitos de bem, mesmo quando lhes são contrários .